# Blentarps landskommun
Blentarps landskommun var en tidigare kommun i dåvarande Malmöhus län.

## Administrativ historik
När 1862 års kommunalförordningar började gälla inrättades över hela landet cirka 2 400 landskommuner, de flesta bestående av en socken. Därutöver fanns 89 städer och 8 köpingar, som då blev egna kommuner.
Denna kommun bildades då i Blentarps socken i Torna härad i Skåne. 
Vid kommunreformen 1952 bildade den storkommun genom sammanläggning med de tidigare landskommunerna Everlöv och Sövde.
År 1974 gick hela området upp i Sjöbo kommun.
Kommunkoden 1952-1973 var 1246.

### Kyrklig tillhörighet
I kyrkligt hänseende tillhörde kommunen Blentarps församling. Den 1 januari 1952 tillkom Everlövs församling och Sövde församling.

## Geografi
Blentarps landskommun omfattade den 1 januari 1952 en areal av 153,66 km², varav 145,55 km² land.

### Tätorter i kommunen 1960
I Blentarps landskommun fanns den 1 november 1960 ingen tätort. Tätortsgraden i kommunen var då alltså 0,0 procent.

## Politik

### Mandatfördelning i valen 1938-1970
| 10 | 10 |

| 20 |

| 9 | 11 |

| 20 |

| 7 | 11 | 2 |

| 20 |

| 14 | 4 | 17 |

| 34 |

| 16 | 7 | 12 |

| 34 |

| 12 | 5 | 18 |

| 35 |

| 12 | 18 | 3 | 2 |

| 33 |

| 11 | 18 | 3 | 3 |

| 32 |

| 11 | 18 | 3 | 3 |

| 34 |